# Stätzerhorn
Lo Stätzerhorn (2.574 m s.l.m.) è una montagna delle Alpi del Plessur nelle Alpi Retiche occidentali.

## Descrizione
Si trova nel Canton Grigioni (Svizzera) tra i comuni di Domleschg (regione Viamala) e Churwalden (regione Plessur).